# Ołeksandr Wysłocki
Ołeksandr Wysłocki (ur. 30 marca 1896, zm. 1941) – ukraiński prawnik, działacz społeczny w Galicji (w rejonie Brodów), poseł na Sejm II kadencji z ramienia Ukraińskiego Zjednoczenia Narodowo-Demokratycznego.
Ukończył klasyczne gimnazjum w Samborze, następnie Wydział Prawa Uniwersytetu Lwowskiego. W czasie I wojny światowej walczył w szeregach armii austro-węgierskiej, trafił do niewoli rosyjskiej. W czasie rewolucji w stopniu kapitana wstąpił do Strzelców Siczowych, a następnie do tworzonej Armii Ukraińskiej Republiki Ludowej.
W 1930 aresztowany za działalność antypaństwową, odbywał karę więzienia do roku 1933.
W 1940 aresztowany przez władze radzieckie.